# Derwent (dopływ Tyne)
Derwent (ang. River Derwent) – rzeka w północno-wschodniej Anglii, płynąca wzdłuż granicy hrabstw Durham i Northumberland, a w końcowym biegu przez Tyne and Wear, dopływ rzeki Tyne.
Rzeka powstaje z połączenia strumieni Beldon Burn i Nookton Burn, których źródła znajdują się w Górach Pennińskich, nieopodal wsi Hunstanworth. W przeważającej części Derwent płynie w kierunku północno-wschodnim, przepływa przez sztuczny zbiornik wodny Derwent Reservoir (zbudowany 1960–1966) i miasto Consett. W końcowym biegu płynie między miastami Blaydon i Whickham. Uchodzi do rzeki Tyne, naprzeciw Newcastle upon Tyne.